# 계룡고등학교
계룡고등학교(鷄龍高等學校)는 대한민국 충청남도 계룡시 두마면 농소리에 위치한 공립 고등학교이다.

## 학교 연혁
- 2004년 9월 30일 : (가칭) 금암고등학교 설립 인가 (30학급)
- 2005년 8월 31일 : 계룡고등학교 설립 인가(6학급)
- 2005년 12월 26일 : 계룡고등학교 교명 확정
- 2006년 3월 1일 : 초대 김영현 교장 부임
- 2006년 3월 4일 : 제1회 입학식(6학급 161명)
- 2006년 4월 26일 : 개교식
- 2023년 3월 1일 : 제8대 김유태 교장 부임
- 2024년 2월 7일 : 제16회 졸업식(7학급 173명, 총 3,208명)
- 2024년 3월 4일 : 제19회 입학식(7학급 남 98명, 여 96명 총 194명)

## 참고 자료
- 계룡고등학교 - 한국교육학술정보원 학교알리미